# Лартиг, Жак-Анри
Жак Анри Лартиг (фр. Jacques Henri Lartigue, 13 июня 1894, Курбевуа, под Парижем — 12 сентября 1986, Ницца) — французский фотограф и художник.

## Биография и творчество
Фотографировать начал с шести лет, пользуясь фотоаппаратом отца и ведя собственный фотодневник. Из этого выросла его художественная манера, соединяющая эстетику неожиданно пойманного мгновения с интимным, «домашним» отношением к фотографируемому объекту, особенно — в женских портретах. В 1908-1910 гг. Лартиг собрал в коллекцию снимки многих типов самолётов. 
В 1911 году семья Лартиг переехала в Париж, и там, в Булонском лесу, Жак Анри открыл для себя эксцентричный мир моды. В 1915 году он принял решение стать художником, не навредив при этом увлечению фотографией. Со временем Лартиг всё больше становился хроникёром, фиксируя общественную и культурную жизнь. В 1910—1940-х гг. он снимал автогонки, пионеров авиации, занятия лыжами на горном курорте в Шамони, летние пляжи и яхты на Ривьере, деятелей искусства, театра и кино (Кес ван Донген, Пикассо, Жан Кокто, Абель Ганс, Саша Гитри, Робер Брессон, Франсуа Трюффо, Федерико Феллини и др.). Музами Лартига были самые прекрасные женщины. Одна из них — румынская еврейка Рене Перль, с которой он плодотворно работал на протяжении двух лет в Биаррице. Из этого сложилась своеобразная картина «прекрасной эпохи».

## Признание
С 1922 года работы Лартига выставлялись в различных салонах. Известность пришла к нему после выставки в Нью-Йоркском музее современного искусства (1963) и публикации его портфолио в журнале «Лайф». В 1974 ему был заказан официальный портрет президента Франции Валери Жискар д’Эстена. В 1975 в Парижском музее декоративного искусства прошла большая ретроспективная выставка «Лартиг 8х80». О нём снято несколько документальных фильмов. В честь Лартига названа одна из улиц в V округе Парижа (Rue Jacques-Henri-Lartigue).

## Издания
- Jacques-Henri Lartigue: le choix du bonheur.Besançon: Editions La Manufacture, 1992